# Corona-Warn-App
O Corona-Warn-App é um aplicativo de rastreamento de contatos COVID-19 usado para rastreamento de contatos digitais na Alemanha. Apesar das preocupações iniciais com a privacidade e a segurança dos dados, a 1 de julho de 2020 foi baixado por mais de 14 milhões de pessoas. Os especialistas acreditam que o tempo economizado usando o aplicativo pode ser crítico para melhorar os esforços de rastreamento de contatos de eficácia.
O uso do aplicativo é voluntário e o governo diz que ele está em conformidade com as rigorosas leis de privacidade da Alemanha. Ele funciona usando o Bluetooth para trocar códigos com usuários de aplicativos que ficam a 1,5 metros um do outro por um período de pelo menos 10 minutos. Qualquer pessoa que seja positiva para COVID-19 pode compartilhar essas informações voluntariamente com o aplicativo. Outros usuários do aplicativo são notificados sobre quando, quanto tempo e a que distância eles tiveram contato com a pessoa infectada dentro de um período de 14 dias. O teste está disponível para usuários de forma voluntária. Os empregadores podem exigir que o Corona-Warn seja instalado nos telefones da empresa, mas não podem obrigar seu uso em telefones particulares.
O aplicativo de código aberto, que custou € 20 milhões para desenvolver, tem como objetivo complementar os esforços de rastreamento de contato humano que a Alemanha implementou em fevereiro, durante os estágios iniciais da pandemia de COVID-19 na Alemanha. Os virologistas dizem que pelo menos 60% dos alemães devem usá-lo para que seja eficaz. O esforço foi apoiado por anúncios em outdoors e transmissões em cooperação com a Associação Alemã de Futebol (DFB) e empresas importantes.
O aplicativo funciona apenas na Alemanha, e Jens Spahn (ministro da Saúde da Alemanha) disse que o desenvolvimento de um sistema europeu é um objetivo futuro.